# Google パーソンファインダー
Google パーソンファインダー（グーグル パーソンファインダー、英語: Google Person Finder）は、Googleが提供するウェブアプリケーションである。自然災害が発生した場合、家族や知人等の消息が不明な際に名前や携帯電話番号を入力することで安否情報の登録や確認、検索を可能とするサービスである。

## 概要
2010年に発生したハイチ地震発生後、Googleのエンジニアグループが開発した。同年1月15日、Googleの社員のチームがアメリカ合衆国国務省と協力しオンラインのPeople Finderガジェットを作成し、行方不明者に関する情報を送信したり、データベースを検索することを可能とした。同日は英語、フランス語、クレオール語で利用可能であった。
アメリカ同時多発テロ事件およびハリケーン・カトリーナの以前の対応努力と同様、多くの異なる組織が行方不明者のリストを含むサイトを作成し、情報が互換性のない情報サイロに散らばるという懸念に繋がった。PFIFを使用して、Google パーソンファインダーはCNNやマイアミ・ヘラルド、ニューヨーク・タイムズが運営するレジストリを含むこれらのサイトから多数のデータを集約した。
ハイチ地震に伴うGoogleの取り組みによって、Google クライシスレスポンスチームが結成された。
2012年8月30日、パーソンファインダー体験版を常設した。

## 展開
当初Google パーソンファインダーは通常時、Googleのサイトの多言語のクライシスレスポンスのページに埋め込まれており、同ページには衛星画像や避難所の場所、道路状況、停電情報などの様々な災害対応ツールが含まれた。2011年の東北地方太平洋沖地震（東日本大震災）では、Picasaのユーザーが避難所にて、被災者のリストをGoogle パーソンファインダーに手動でシステム入力し、提出することを可能としたプラットフォームを開始した。
主な実例は以下の通り。
- 2010年
  - 1月 - ハイチ地震（72時間以内に発動）[2]
  - 2月 - チリ地震（1日以内に発動）[2]
  - 7月 - パキスタン洪水（被災地がインターネットに接続不可であり、失敗と見なされた）[2]
- 2011年
  - 2月 - カンタベリー地震（3時間以内に発動）[2]
  - 3月 - 東北地方太平洋沖地震（東日本大震災、1時間以内に発動）[2]
  - 10月 - トルコ東部地震（1時間以内に発動）[2]
- 2013年
  - 4月
    - ボストンマラソン爆弾テロ事件[9]
    - 四川地震[10]

  - 10月 - サイクロン・ファイリ（英語版）[11]
  - 11月 - 平成25年台風第30号[12]
- 2015年4月 - ネパール地震[13]